# Deutschkreutz
Deutschkreutz (maďarsky Sopronkeresztúr, až do roku 1899 Németkeresztúr, chorvatsky: Kerestur) je městys v okrese Oberpullendorf ve spolkové zemi Burgenland v Rakousku. Rozloha obce je 34,08 km². V lednu 2018 zde žilo 3088 obyvatel.

## Poloha
Obec se nachází ve střední části Burgenlandu. Rozkládá se v nadmořské výšce zhruba 175 – 202 metrů. Sousední obce v Rakousku jsou Horitschon, Neckenmarkt, Unterpetersdorf a Nikitsch (chorvatská obec). Na severním a východním okraji katastru sousedí s obcemi Harka, Kópháza a Nagycenk v Maďarsku.

## Uspořádání městyse
Městys se skládá z těchto dvou vesnic (v závorkách uveden počet obyvatel):
- Deutschkreutz (2791)
- Girm (297)

## Historie
Obec Deutschkreutz existuje již od roku 1340. Město patřilo, stejně jako celý Burgenland, až do roku 1920-1921 k Maďarsku. Po skončení první světové války, na základě mezinárodni smlouvy ze Saint Germain a Trianonu, patří místo od roku 1921 do nově založené spolkové země Burgenland v Rakousku.
Od roku 1671 byl Deutschkreutz jednou ze sedmi židovských obcí v Burgenlandu. Ortodoxní židovská komunita zde udržovala slavnou talmudickou vysokou školu pro studium Židů z celého světa. Synagoga byla v roce 1941 německými nacisty zbourána. V roce 1944 byly stovky maďarských Židů deportovány. Velká část jich v důsledku vyčerpání, podvýživy a nemocí zemřela.

## Zajímavosti
- Zámek Deutschkreutz – rozsáhlý renesanční zámek se čtyřkřídlou budovou s nárožními věžemi a dvoupatrovými arkádami. Od roku 1966 je v soukromém vlastnictví umělce, malíře obrazů Antona Lehmdena. Ten se od té doby stará o obnovování zámku a pořádá tu výstavy obrazů.
- Farní kostel – byl připomínán již v 15. století. Byl několikrát přestavován a naposledy restaurován v letech 1973/74.
- V katastru obce se nachází pramen minerální vody zvaný Juvina. Již Římané znali tento zdroj minerální vody, který je starší než vinice v regionu.

## Ekonomika
Deutschkreutz společně s obcemi Großwarasdorf, Horitschon, Lutzmannsburg, Raiding, Unterpetersdorf a Neckenmarkt jsou nejslavnější vinařskou oblastí, známou jako Blaufränkischland.

## Doprava
Obcí prochází zemská silnice B62. Směrem na sever vede přes hraniční přechod do Maďarska a u obce Kópháza se napojuje na hlavní silnici č.84 vedoucí ze Šoproně k Balatonu nebo do Győru. Směrem na západ vede silnice do vnitrozemí Rakouska a napojuje se na rychlostní silnici S31 (Burgenland Schnellstraße S31).
V obci je také železniční stanice, vlaky odsud však jezdí jen směrem do Maďarska (odkud přes Šoproň pokračují zpět do Rakouska), zatímco pokračování železniční tratě z Deutschkreuz směrem do rakouského vnitrozemí není k pravidelné dopravě užíváno.